# Адміністративно-територіальний устрій Києва
Київ поділяється на десять адміністративних міських районів, утворених за радіальним принципом і назв за географічним принципом (окрім Шевченківського району, названого на честь Тараса Шевченка). Державна влада в кожному районі представлена районною державною адміністрацією, яку очолює її голова. Районні ради були скасовані після місцевих виборів 31 жовтня 2010 року.

## Сучасний адміністративний поділ Києва
У 2001 році в Києві була проведена адміністративна реформа, в ході якої з 14 районів були утворені 10 — сім на правому березі Дніпра і три на лівому. Районам були присвоєні географічно прив'язані імена, а кордони пройшли головними міськими авто- і залізничними магістралями.

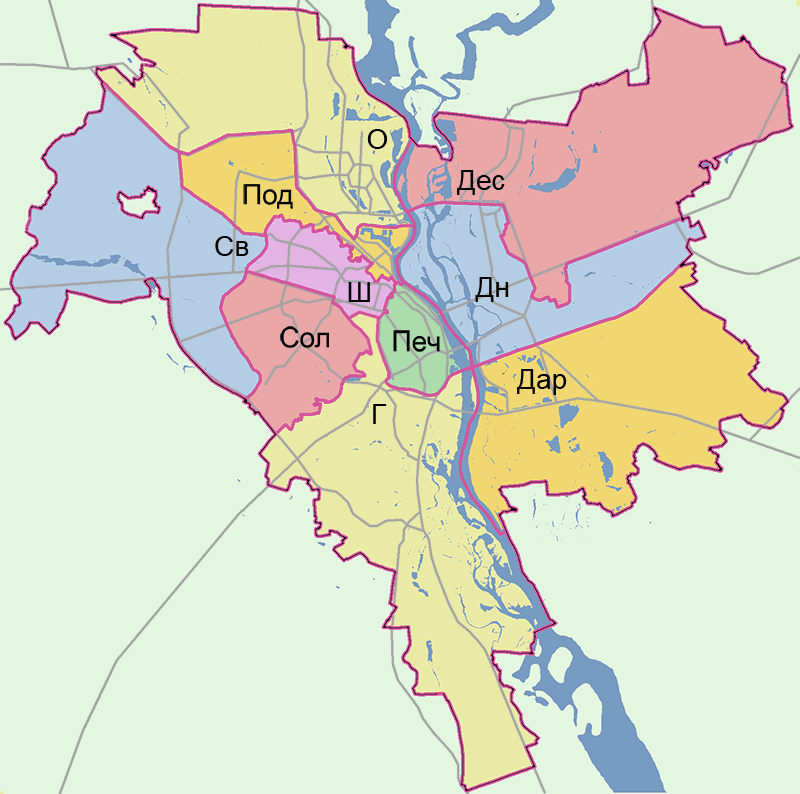
Адміністративний поділ Києва після 2001-го року:
Г — Голосіївський район
Дар — Дарницький район
Дес — Деснянський район
Дн — Дніпровський район
О — Оболонський район
Печ — Печерський район
Под — Подільський район
Св — Святошинський район
Сол — Солом'янський район
Ш — Шевченківський район

### Населення і площа сучасних районів
| Район          | Площа, км² | Населення, осіб | Густота населення, осіб/км² | Місцерозташування   |
| -------------- | ---------- | --------------- | --------------------------- | ------------------- |
| Голосіївський  | 156        | 247,6 тис.      | 1584                        | Правий берег Дніпра |
| Оболонський    | 110        | 315,5 тис.      | 2868                        | Правий берег Дніпра |
| Печерський     | 27         | 152,0 тис.      | 5630                        | Правий берег Дніпра |
| Подільський    | 34         | 198,1 тис.      | 5826                        | Правий берег Дніпра |
| Святошинський  | 110        | 340,7 тис.      | 3097                        | Правий берег Дніпра |
| Солом'янський  | 40         | 364,8 тис.      | 9120                        | Правий берег Дніпра |
| Шевченківський | 27         | 230,2 тис.      | 9208                        | Правий берег Дніпра |
| Дарницький     | 134        | 314,7 тис.      | 2480                        | Лівий берег Дніпра  |
| Деснянський    | 148        | 358,3 тис.      | 2421                        | Лівий берег Дніпра  |
| Дніпровський   | 67         | 354,7 тис.      | 5294                        | Лівий берег Дніпра  |

### Відповідність нових районів старим
| Нові райони (з 2001 року) | Відповідність нових районів районам, що існували до 2001 року |
| ------------------------- | ------------------------------------------------------------- |
| Голосіївський             | Московський і частини Печерського та Харківського             |
| Дарницький                | частини Дарницького і Харківського                            |
| Деснянський               | Ватутінський                                                  |
| Дніпровський              | Дніпровський і частина Дарницького                            |
| Оболонський               | Мінський, частина Подільського                                |
| Печерський                | частини Печерського і Московського                            |
| Подільський               | частини Подільського і Шевченківського                        |
| Святошинський             | Ленінградський з частиною Жовтневого                          |
| Солом'янський             | Залізничний з частиною Жовтневого і Радянського               |
| Шевченківський            | Старокиївський і частини Шевченківського та Радянського       |

### Склад районів
| Адміністративний район | Історичні місцевості, житлові масиви та промислові зони |
| ---------------------- | --- |
| Голосіївський          | Голосіїв, Китаїв, Мишоловка, Саперна слобідка, Добрий Шлях, Корчувате, Деміївка, Теремки-I, Теремки-II, Віта-Литовська, Феофанія, Пирогів, Нижня Теличка, Паньківщина, ВДНГ, Монтажник, Комсомольське, Жовтневе, промзона «По вулиці Васильківської», промзона «Пирогово», промзона «Корчувате», промрайон «Теличка»      |
| Дарницький             | Нова Дарниця, Харківський масив, Східні Позняки, Західні Позняки, Північні Осокорки, Бортничі, промзона «Осокорки», промзона «Позняки», промзона «Бортничі», промрайон «Дарницький» |
| Деснянський            | Вигурівщина-Троєщина, Лісовий масив, селище Троєщина, Биківня, промрайон Дніпровський, промрайон Троєщина |
| Дніпровський           | Соцмісто, Стара Дарниця, Нова Дарниця, Русанівка, Березняки, Лівобережний масив, Микільська слобідка, Воскресенка, Русанівські сади, Гідропарк, Труханів острів, Райдужний масив, Північно-Броварський масив, ДВРЗ, промрайон «Дніпровський», промрайон «Воскресенське»                                                   |
| Оболонський            | Оболонь, Вишгородський масив, Мінський масив, Пріорка, Пуща-Водиця, ДВС, Петрівка, промрайон «Подільсько-Куренівський» |
| Печерський             | Печерськ, Липки, Звіринець, Теличка, Чорна гора, Саперне поле, Черепанова гора |
| Подільський            | Поділ, Куренівка, Пріорка, Мостицький масив, Виноградар, Вітряні гори, Село Шевченка, Біличе поле, Берковець |
| Святошинський          | Микільська Борщагівка, Південна Борщагівка, Братська Борщагівка, Михайлівська Борщагівка, Перемога, Жовтневе, Святошин, Академмістечко, Авіамістечко, Біличі, Новобіличі, Ґалаґани, промрайон «Микільська Борщагівка», промрайон «Відрадний», промрайон «Нивки»                                                           |
| Солом'янський          | Солом'янка, Батиєва гора, Залізничний масив, Першотравневий масив, Чоколівка, Олександрівська слобідка, Турецьке містечко, Шулявка, Залізнична колонія, Пронівщина, Совки, Жуляни, Кадетський гай, Відрадний, Грушки, Караваєві дачі, Новокараваєві дачі, промрайон «Відрадний», промрайон «Біля станції Пост-Волинський» |
| Шевченківський         | Лук'янівка, Кудрявець, Татарка, Сирець, Волейків, Шулявка, Нивки, Солдатська слобідка, промзона «По вулиці Дегтярівській» |

## Історія адміністративно-територіального поділу Києва

### Дорадянський устрій
Перший офіційний адміністративний поділ міста на частини відбувся наприкінці XVIII століття. Згідно з указом імператриці Катерини ІІ від 17 квітня 1787 року було затверджено план Києва, яким визначалася частина для будівництва кам'яних споруд, яка отримала назву Володимирова, на честь св. Володимира — Хрестителя Русі. Ця частина міста займала територію нинішніх Липок та Печерська. Цим же указом визначалося ще дві частині міста — Старий Київ та Поділ.
На картах 1803 і 1812 років частини міста були зазначені під номерами. Перша — у районі Липок та Печерська, друга — у Старому Києві та третя — на Подолі.
На початку 1830-х років у місті налічувалось вже п'ять частин. Починаючи з жовтня 1834 року, за указом імператора Миколи І Київ поділявся на шість частин: 1-шу Печерську, 2-гу Либідську, 3-тю Палацову, 4-ту Старокиївську, 5-ту Подільську і 6-ту Плоску.
Починаючи з 1874 року, коли було затверджено черговий офіційний план міста, міські частини було названо поліцейськими дільницями.
У березні 1879 року було утворено дві нові поліцейські дільниці: Бульварну та Лук'янівську.
У 1902 році у Києві було вісім полицейських дільниць: 7. Бульварна, 2. Либідська, 8. Лук'янівська, 3. Палацова, 1. Печерська, 6. Плоска, 5. Подільська, 4. Старокиївська (рос. Бульварная, Дворцовая, Лыбедская, Лукьяновская, Печерская, Плоская, Подольская, Старокиевская).
На жовтень 1917 року в Києві існувало 8 районних дум: Либідська, Лук'янівська, Печерська, Подільська (з місцевістю Плоске й Трухановим островом), Пріорська-Куренівська (включала Пущу-Водицю), Солом'янська, Старокиївська, Шулявська-Бульварна.

### Радянський довоєнний
У березні 1921 в Києві більшовики створили 6 партійно-територіальних районів: Деміївський, Міський, Печерський, Подільський, Солом'янський, Шулявський. У жовтні 1922 року територію міста було поділено на десять міліцейських районів: Центральний, Бульварний, Подільський, Шулявський, Либідський, Солом'янський, Печерський, Деміївський, Святошинський та Куренівський. Натомість партійно-територіальних районів станом на 1923 рік залишалося вже п'ять: Подільський, Печерський, Солом'янський, Шулявський та Деміївський.
У січні 1924 року Печерський район було перейменовано на Ленінський, у грудні 1924 року Подільському району було надану назву Петрівський. У 1923 року Шулявський район був перейменований на Раковський, на честь Християна Раковського, з 1927 року — Жовтневий район.
Кількість районів, як і їхні межі, не були сталими, постійними, вони весь час змінювались. У 1922–1925 роках у місті було п'ять районів, в 1927 році — сім, а в 1932 році — чотири.
Після перенесення столиці УСРР з Харкова до Києва, Київська міськрада 11 березня 1934 року постановила утворити в місті чотири райради (за кількістю районів): Ленінську, Сталінську, Петрівську і  Жовтневу, що й було здійснено під час виборів 1934 року.
В 1935 році на базі земель селищ Осокорки, Позняки, Биківня, Аварійного, хуторів Червоного та ім. Тараса Шевченка, колишніх слобідок Микільської, Кухмистерської, Воскресенської та Передмістної було утворено Дарницький район.

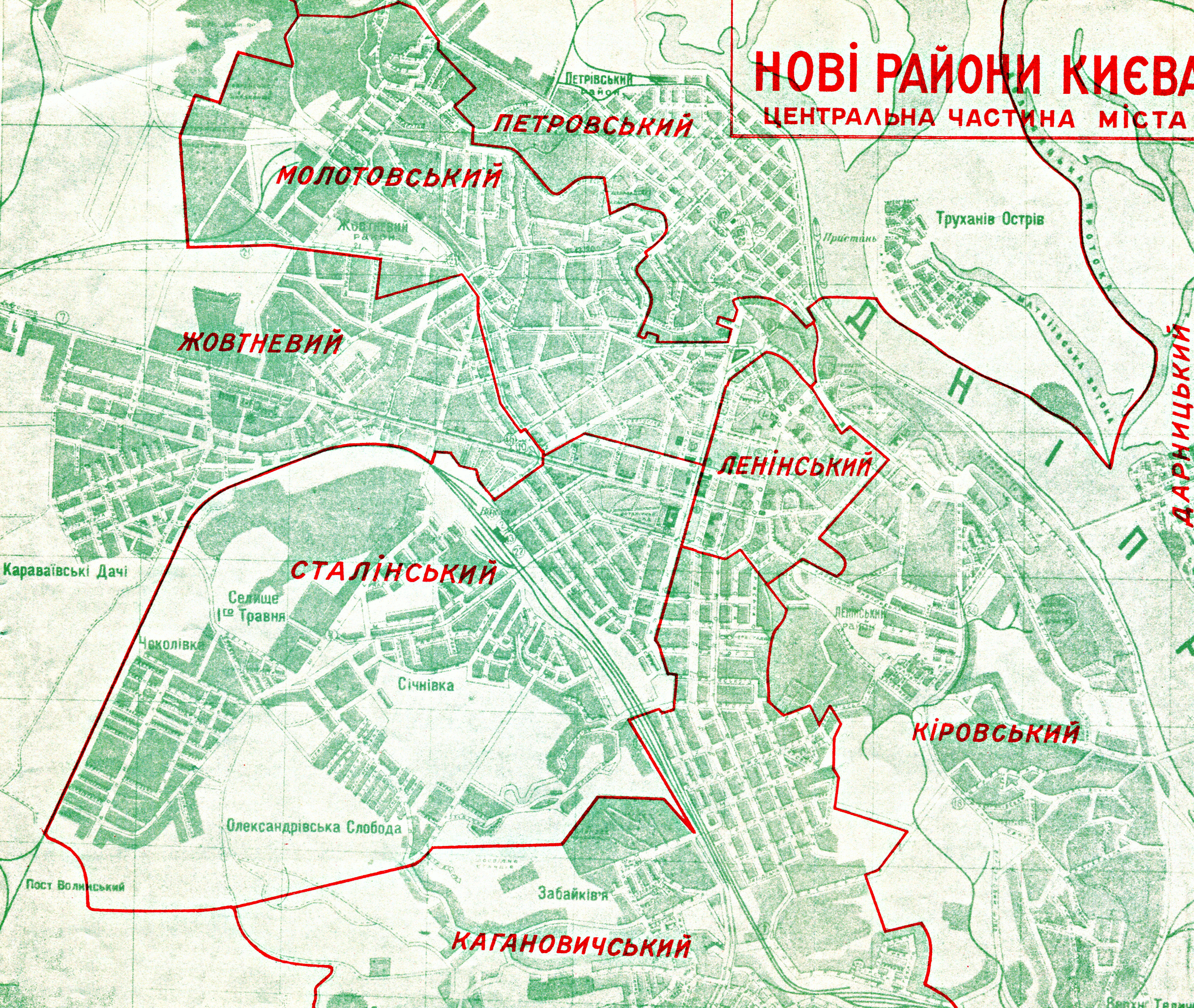
Адміністративно-територіальний поділ Києва у 1937–1938 роках

4 квітня 1937 року ЦВК УРСР було затверджено постанову, за якою у Києві замість п'яти районів (Ленінського, Сталінського, Жовтневого, Петрівського і Дарницького) утворювалося вісім: Ленінський, Сталінський, Молотовський, Кагановичський, Кіровський, Жовтневий, Петрівський і Дарницький.
- Ленінський район охоплював невелику територію навколо сучасного Хрещатика. Територія району — 280 га.
- Сталінський район займав територію навколо залізничного вокзалу від вулиці Леніна, Солом'янку, залізничну колонію, селище Першого Травня та Олександрівську слобідку. Територія району — 1765 га.
- Молотовський район, виділений з існуючого Жовтневого району, включав в основному територію Лук'янівки та частину центру — новостворюваний Урядовий майдан, вулицю Короленка від її початку до вулиці Леніна, територію вулиці Гершуні, Нероновича та Дмитрівської. Територія району — 980 га.
- Кагановичський район займав територію навколо Червоноармійської вулиці, а також всю Сталінку, Забайків'я, Совки, Голосіїв та Мишоловку. Територія району — 5480 га.
- Кіровський район утворено в основному на базі Печерська, Звіринця та Телички. Територія району — 2120 га.
- Жовтневий район у свої межі включав територію Шулявки, Караваєвих Дач, Сирця, селища Шевченка та Святошина. Територія району — близько 10 тис. га.
- Петрівський район займав територію сучасного Подолу, Куренівки, Пріорки та Пущі-Водиці. Нагірну частину Татарки та Юрковиці було передано до Молотовського району. Це був найбільший район міста, його територія складала 13 738 га.
- Дарницький район займав територію всього лівобережжя міста, а також Труханів острів. Територія району — 8580 га[19].

9 квітня 1938 року постановою ЦВК УРСР було утворено Залізничний район, до якого відійшла частина території Сталінського і Кагановичського районів. До складу новоутвореного району увійшли селище Першого Травня, Чоколівка, Олександрівська слобідка, Батиєва гора, непарний бік вулиці Саксаганського (від рогу вулиці Короленка до вулиці Комінтерну), вулиця Комінтерну від залізничного вокзалу до вулиці Саксаганського, смуга відчуження вздовж залізниці від вокзалу до Поста Волинського.
Такий адміністративний устрій зберігався до початку окупації міста у вересні 1941 року.

### Під час нацистської окупації
Постановою Київської міської управи від 13 жовтня 1941 року було утворено 11 районів, на чолі яких постали районові управи: Богданівська, Подільська, Софіївська, Печерська, Шевченківська, Залізнична, Ярославська, Володимирська, Святошинська, Дарницька та Куренівська. Того ж дня колишній Жовтневий район було перейменовано на Володимирський.
З 1 січня 1943 року на підставі вказівок штадткомісара міська управа м. Києва провела скорочення: Святошинська, Куренівська та Богданівська районові управи були ліквідовані, територія Святошинського району підпорядкована Володимирській районовій управі, Куренівського — Подільській, Богданівського — Шевченківській.

### Радянський післявоєнний
Після зайняття Києва радянськими військами у 1943 році у в Києві було відновлено дев'ять довоєнних районів: Дарницький, Жовтневий, Залізничний, Кагановичський, Ленінський, Молотовський, Печерський (до війни — Кіровський), Подільський (до війни — Петрівський), Сталінський. 
1957 року Кагановичський район був перейменований в Московський, а Молотовський — у Шевченківський; в 1961 році Сталінський район перейменовано Радянський, а в 1992 році  — Ленінський район перейменували в Старокиївський.
Цей адміністративний поділ у загальних рисах зберігався фактично до адміністративної реформи 2001 року (з урахуванням зростання міської території та будівництва нових житлових масивів). Так, в 1969 року з Дарницького району був виділений Дніпровський район; в 1973 року був створений Ленінградський район; в 1975 році — Мінський, у 1987 році створені Харківський і Ватутінський райони.
Варто зауважити, що домінували не географічно прив'язані назви районів, а ідеологічно: з чотирнадцяти районів до географії були прив'язані тільки Дніпровський, Дарницький, Печерський і Подільський.

### 1993

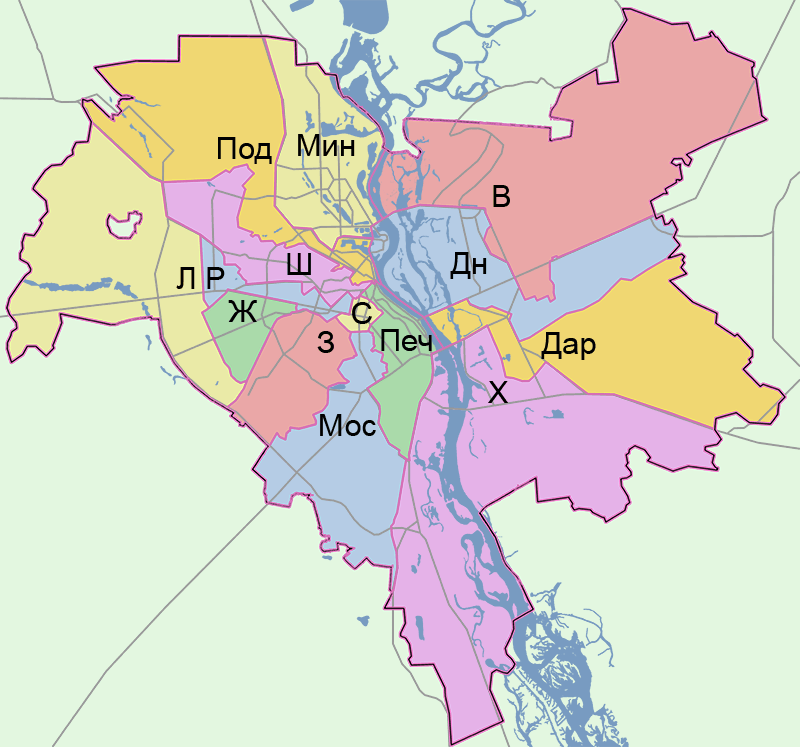
Адміністративний поділ Києва 1993:
В — Ватутінський район
Дар — Дарницький район
Дн — Дніпровський район
Ж — Жовтневий район
З — Залізничний район
Л — Ленінградський район
Мін — Мінський район
Мос — Московський район
Печ — Печерський район
Под — Подільський район
Р — Радянський район
С — Старокиївський район
Х — Харківський район
Ш — Шевченківський район

| Райони         | Рік заснування | Колишні назви |
| -------------- | -------------- | --- |
| Ватутінський   | 1987           | Утворений за рахунок розукрупнення Дніпровського району |
| Дарницький     | 1935           | У 1921 лівобережна частина Києва фігурувала як Слобідський район, пізніше — частина Печерського і Подільського районів |
| Дніпровський   | 1969           | Виокремлений зі складу Дарницького району |
| Жовтневий      | 1927           | 1917–1923 — Шулявський район; 1923–1927 — Раковський район (або район імені Раковського) |
| Залізничний    | 1938           | У 1917 фігурував як Солом'янський район. Вперше згадується під назвою Залізничний у 1919. У 1925–1938 — частина Сталінського району |
| Ленінградський | 1973           | Утворений відповідно до указу Президії Верховної Ради УРСР від 12 квітня 1973 року |
| Мінський       | 1975           | |
| Московський    | 1937           | 1917 — згадується як Новостроєнський район і частина Міського району, 1921 — як Деміївський район. 1924–1933 — частина Ленінського району. У 1925–1933 Деміївка, Голосієво, Корчувате — частина Сталінського району. 1937 отримав назву Кагановичський район. 1957 року район було перейменовано на Московський. |
| Печерський     | 1921           | Під назвою Печерський згадується з 1917, повторне рішення про заснування — 1921, в цей же рік об'єднаний з Центральним районом. У 1924–1933 — частина Ленінського району. 1937 отримав назву Кіровський район. Сучасна назва — з 1944.                                                                           |
| Подільський    | 1921           | Під назвою Подільський згадується з 1917, повторне рішення про заснування — 1921. З 1925 — Петрівський район. Сучасна назва — з 1944. |
| Радянський     | 1929           | Січневий р-н; з 1934 р. до 1961 — Сталінський район. |
| Старокиївський | 1924           | 1917–1924 існував під назвами Міський, Центральний, Старокиївський. З 1924 — Ленінський район, 1937 частина району (Печерськ) була виокремлена під назвою Кіровський район. |
| Харківський    | 1987           | Утворений за рахунок розукрупнення Дарницького, Московського і Печерського районів. |
| Шевченківський | 1937           | Утворений 1937 року під назвою Молотовський район. Сучасна назва — з 1957. |

### Населення і площа дореформених районів (на 1999 рік)[31]
| Район                                    | Площа, км² | Населення, чол. |
| ---------------------------------------- | ---------- | --------------- |
| Правий берег Дніпра :                    |            |                 |
| Жовтневий                                | 14,2       | 136,0 тис.      |
| Залізничний                              | 27,4       | 185,6 тис.      |
| Ленінградський                           | 102,1      | 303,2 тис.      |
| Мінський                                 | 45,7       | 294,3 тис.      |
| Московський                              | 53,5       | 185,8 тис.      |
| Печерський                               | 21,5       | 121,8 тис.      |
| Радянський                               | 11,9       | 137,4 тис.      |
| Старокиївський                           | 2,9        | 40,5 тис.       |
| Лівий берег Дніпра :                     |            |                 |
| Ватутінський                             | 141,8      | 316,4 тис.      |
| Дарницький                               | 70,6       | 157,6 тис.      |
| Дніпровський                             | 58,1       | 244,3 тис.      |
| Харківський (частково на правому березі) | 169        | 202,0 тис.      |